# Preuve préconstituée en droit canadien
En droit de la preuve canadien et québécois, la preuve préconstituée (anglais : self-serving evidence) est une preuve irrecevable en droit civil ou en droit pénal parce qu'elle émane de l'une des parties au litige civil ou bien de l'accusé dans un procès pénal.
Dans les ouvrages de preuve civile ou de preuve pénale, beaucoup d'auteurs francophones utilisent malgré tout l'anglicisme self-serving evidence parce que cette règle provient de la common law.

## Preuve civile
En droit civil québécois, la preuve auto-constituée est irrecevable. Il peut s'agir par exemple de quelqu'un qui écrit des notes dans son agenda et qui présente ensuite cet agenda devant le tribunal à titre de preuve. Ce serait alors une preuve préconstituée inadmissible.
Des articles de Wikipédia ont déjà été rejetés comme preuve dans des procès parce que les juges soupçonnaient qu'il y avait un risque important de preuve préconstituée.

## Droit pénal
En droit pénal canadien, la preuve préconstituée (appelée preuve exonérante) est  définie comme étant « toute déclaration extrajudiciaire de l’accusé, ou toute preuve de quelque autre nature fabriquée, créée ou préparée par l’accusé, tendant à l’exonérer de l’accusation ». Bien que cette définition provienne des règles militaires de preuve, elle correspond à l'usage qui est fait  de la prohibition de la preuve préconstituée dans la common law et dans la procédure pénale en vertu du Code criminel. Dans un procès, un accusé ne peut pas utiliser une déclaration extrajudiciaire qu'il aurait faite pour s'auto-exonérer d'une infraction criminelle.
Outre les cas où la preuve préconstituée émane directement de l'accusé lui-même, il peut y des cas où elle émane indirectement  de lui par le biais de sa conjointe ou d'un proche ami.